# Elusa semipecten
Elusa semipecten är en fjärilsart som beskrevs av Swinhoe 1901. Elusa semipecten ingår i släktet Elusa och familjen nattflyn. Inga underarter finns listade i Catalogue of Life.

## Bildgalleri

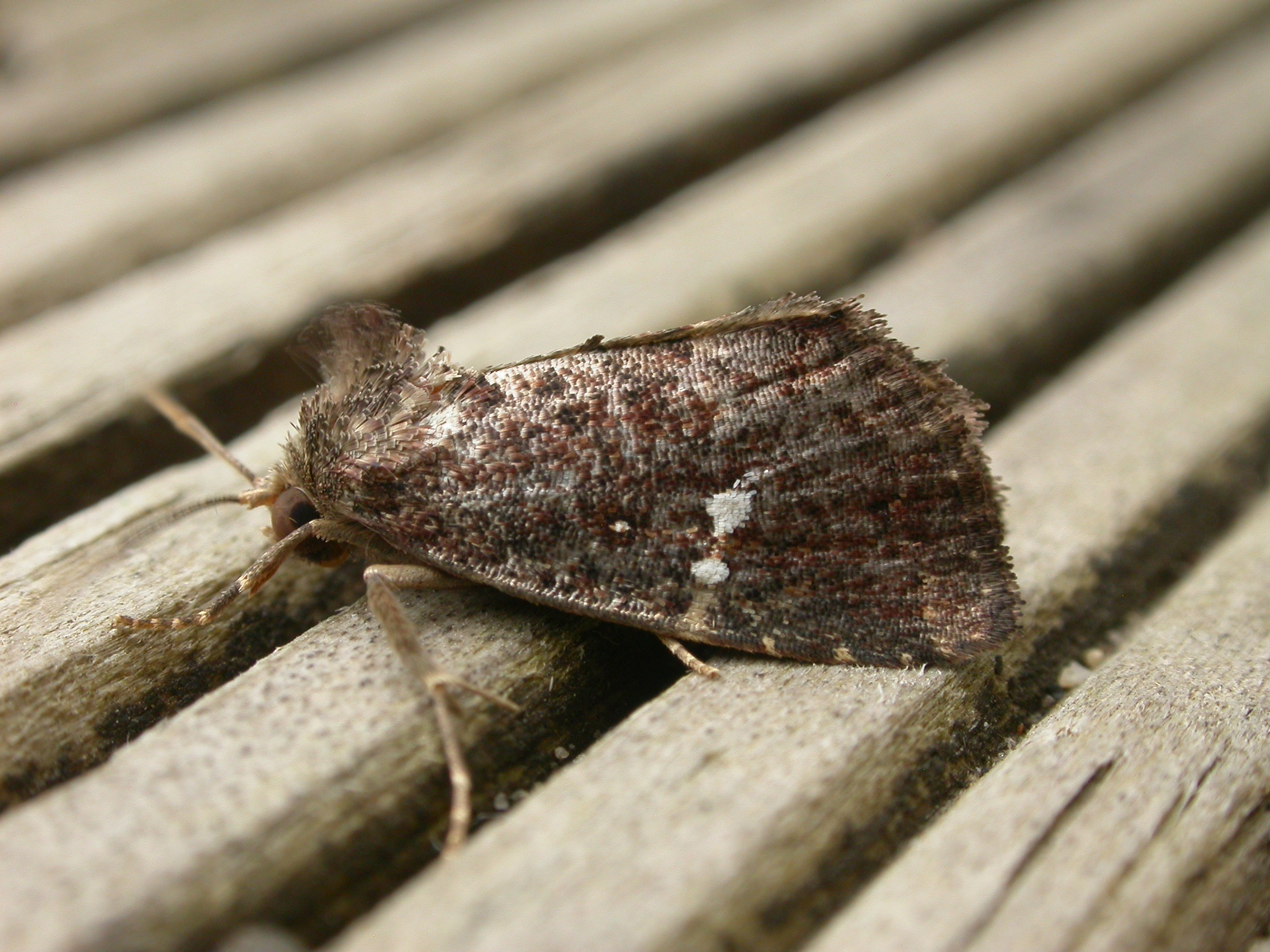